# Sésostris III
Pour les articles homonymes, voir Sésostris.
Le règne de Sésostris III Khakaourê (vers 1878-1843.) marque l'apogée du Moyen Empire.
Il est le cinquième roi de la XIIe dynastie, fils de Sésostris II et de la reine Khénémet-néfer-hedjet Ire Oueret.
Son règne est surtout marqué par quatre campagnes militaires, conduites jusqu'à la deuxième cataracte en Nubie. Il sécurise ainsi, avec l'édification d'un ensemble de sept forteresses, l'approvisionnement en produits de luxe venus du reste de l'Afrique et l'or du désert oriental.
Sésostris III hérite d'un pays dont les richesses sont accaparées par les potentats locaux. Il hérite aussi d'une longue période de paix, qu'il va interrompre par ses quatre campagnes guerrières vers le Sud. Son père a engagé la mise en valeur de l'oasis du Fayoum par de grands travaux d'aménagement et d'irrigation, en y installant de véritables « camps de travail », où travailleurs et criminels sont enfermés. Néanmoins, l'activité économique et commerciale florissante de l'Égypte attire de nombreux travailleurs asiatiques dans la vallée. L'influence égyptienne est plus forte que jamais à Byblos, la vieille cité amie de Phénicie.
La capitale de l'Égypte a été déplacée par Amenemhat Ier dans une modeste ville nouvelle, Ititaouy (site de Licht), au niveau de l'oasis du Fayoum. Les édifices funéraires de cette dynastie renouent avec la pyramide, mais sont de petite taille et bâtis avec des matériaux de mauvaise qualité ou fragiles. Sésostris III se fait édifier un vaste hypogée à proximité du temple d'Osiris à Abydos, mais celui-ci est souterrain, invisible. De toute évidence, les finances royales ont bien du mal à gérer une certaine pénurie. Ce sont les oligarques, chefs provinciaux ou « grands chefs », qui captent l'essentiel des richesses, et c'est à leur profit que sont réalisés les grands travaux. 
Ce qui marque les esprits aujourd'hui, ce sont les nombreux portraits de Sésostris III. Ces réalisations artistiques sont de très grande qualité, mais font illusion sur cette période où le pouvoir est fragile.

## Généalogie
Les parents de Sésostris III sont le roi Sésostris II, son prédécesseur, et la reine Khénémet-néfer-hedjet Ire Oueret,.

Parents de Sésostris III
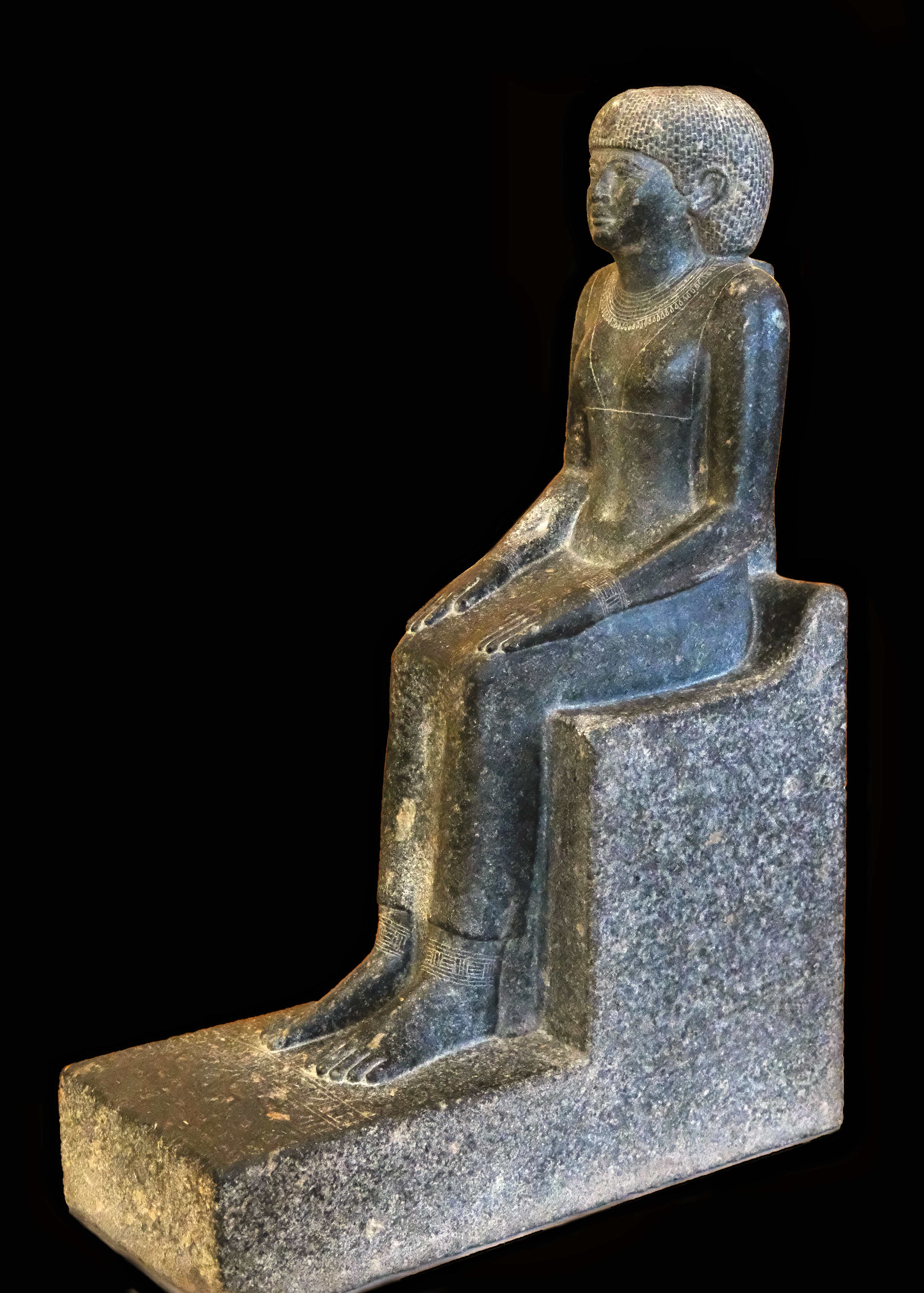
La reine Khénémet-néfer-hedjet Ire dite Oueret, femme de Sésostris II et mère de Sésostris III (musée du Louvre, E32564).
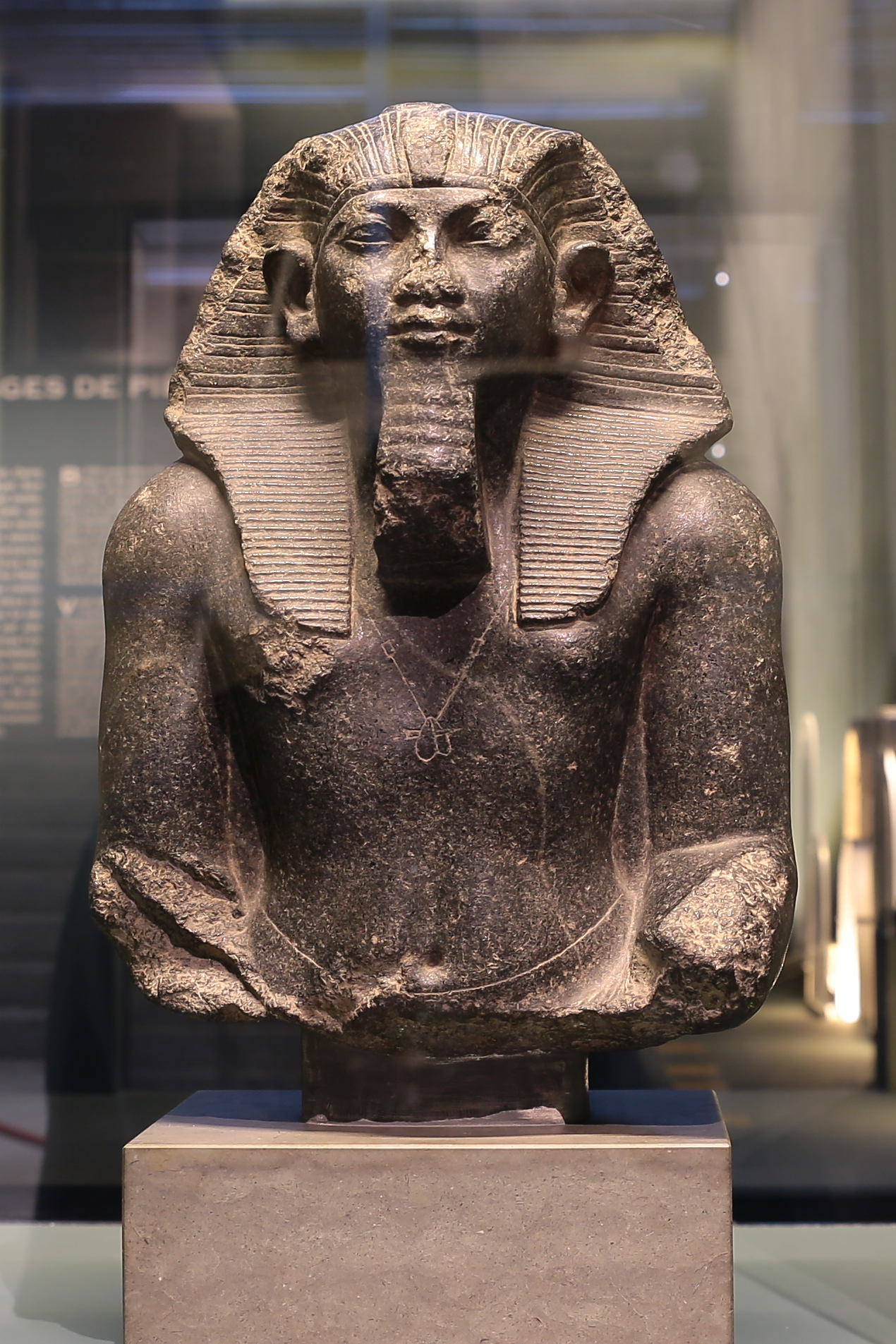
Statue de Sésostris II (musée de Lille).

C'est sous le règne de Sésostris III qu'apparaît pour la première fois le titre de grande épouse royale. Il sera attribué à la reine Méretséger (ou Méréret), « Celle qui aime le silence », dont le nom est aussi le nom d'une déesse. Elle serait également la première reine dont le nom ait été écrit dans un cartouche. Sésostris III limite son sérail à quatre épouses, la polygamie coûtant cher même en cas de divorce, en raison du régime de partage des biens favorable aux épouses. Ainsi, ses quatre épouses sont Khénémet-néfer-hedjet II Khered, Itakait III, Néferouhenout et Méretséger. Il est le père de six enfants connus :
- un fils : le futur Amenemhat III ;
- cinq filles : Khnoumit, Ménet, Méréret, Sénetsénébes et Sathathor Ire.

## Le roi

### Le guerrier
Sésostris III a marqué son époque par quatre guerres victorieuses en Nubie. Il a aussi fait réaliser au Sud l'une des frontières les plus impressionnantes bâties en Égypte.

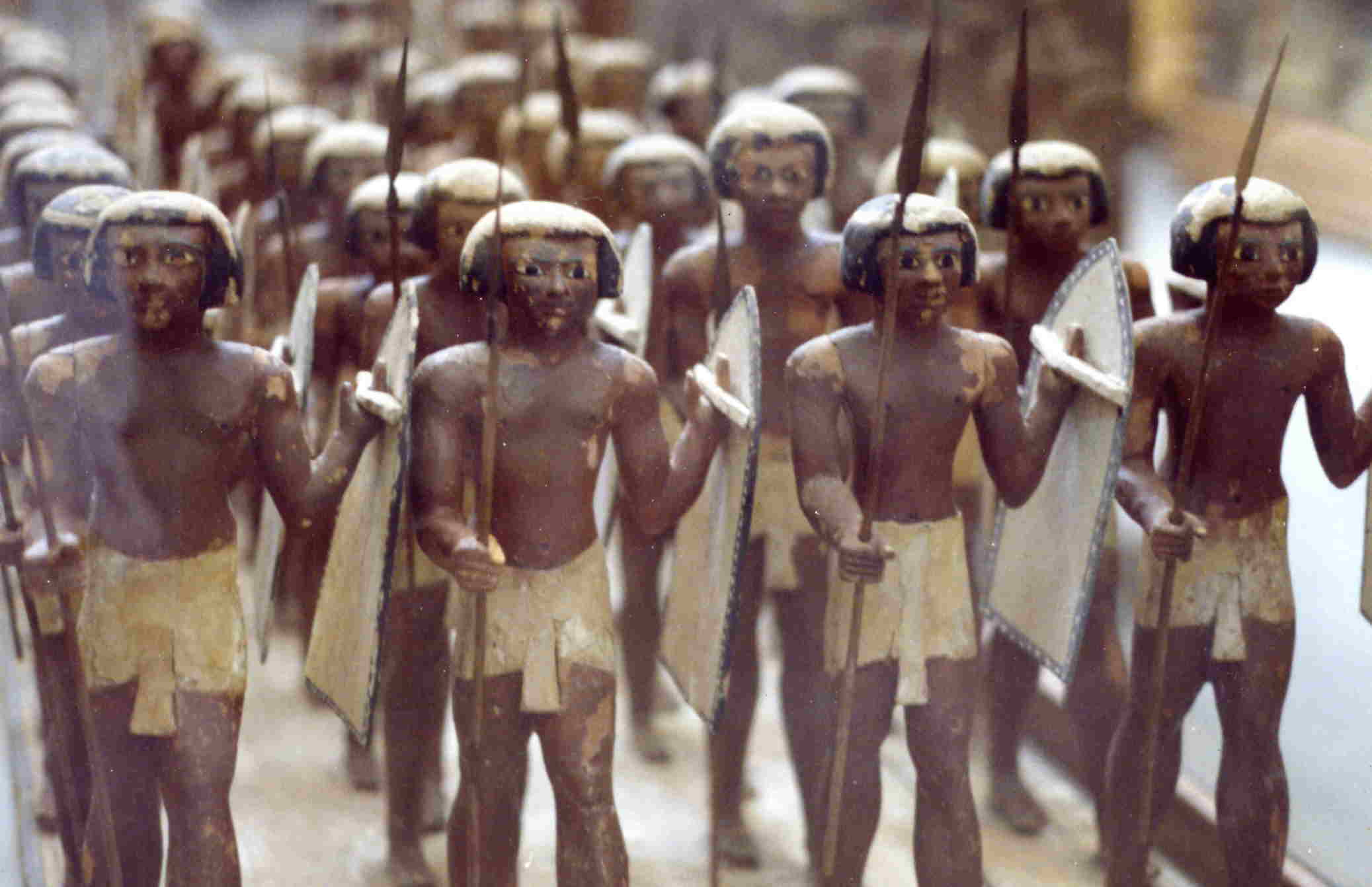
Modèles de soldats Nubiens. Bois peint. Tombe du nomarque Mesehti,.
Musée égyptien du Caire.

En Nubie, au Soudan actuel autour de la cité de Kerma, sur la troisième cataracte, s'est établie une culture brillante, le premier royaume de Koush (2600-2000), qui rivalise avec celle établie en Haute-Égypte. On emploie aussi le terme de Nubie pour évoquer un territoire sensiblement plus étendu : les Égyptiens distinguaient deux régions, Ouaouat (la Basse-Nubie égyptienne située entre les deux premières cataractes) et Kouch (la Basse-Nubie soudanaise s’étendant de la deuxième cataracte jusqu'aux environs de Khartoum). On en trouve des traces qui remontent vers 2600 AEC, et les contacts violents avec le régime pharaonique ne datent pas seulement du Moyen Empire : le roi Snéfrou (v. 2600) avait déjà fait une razzia en Nubie, faisant 7 000 prisonniers et 200 000 têtes de bétail. C'est surtout le bétail qui intéressait les Égyptiens, mais aussi les matières et animaux provenant de régions éloignées d'Afrique : des animaux sauvages, leurs peaux ; des matières précieuses, comme l'ébène, l'ivoire et, plus que tout, l'or du sud du désert oriental. Enfin, les Égyptiens avaient besoin de main d'œuvre pour bâtir tous leurs temples et autres édifices, et ils ont recruté des armées de nubiens (le « Groupe C», au nord de Kerma, entre la deuxième et la troisième cataracte) dans leurs propres troupes (mercenaires aux troupes des pharaons de la VIe ou de la XIe dynastie). Ils en reconnaissaient donc très bien la valeur combative.

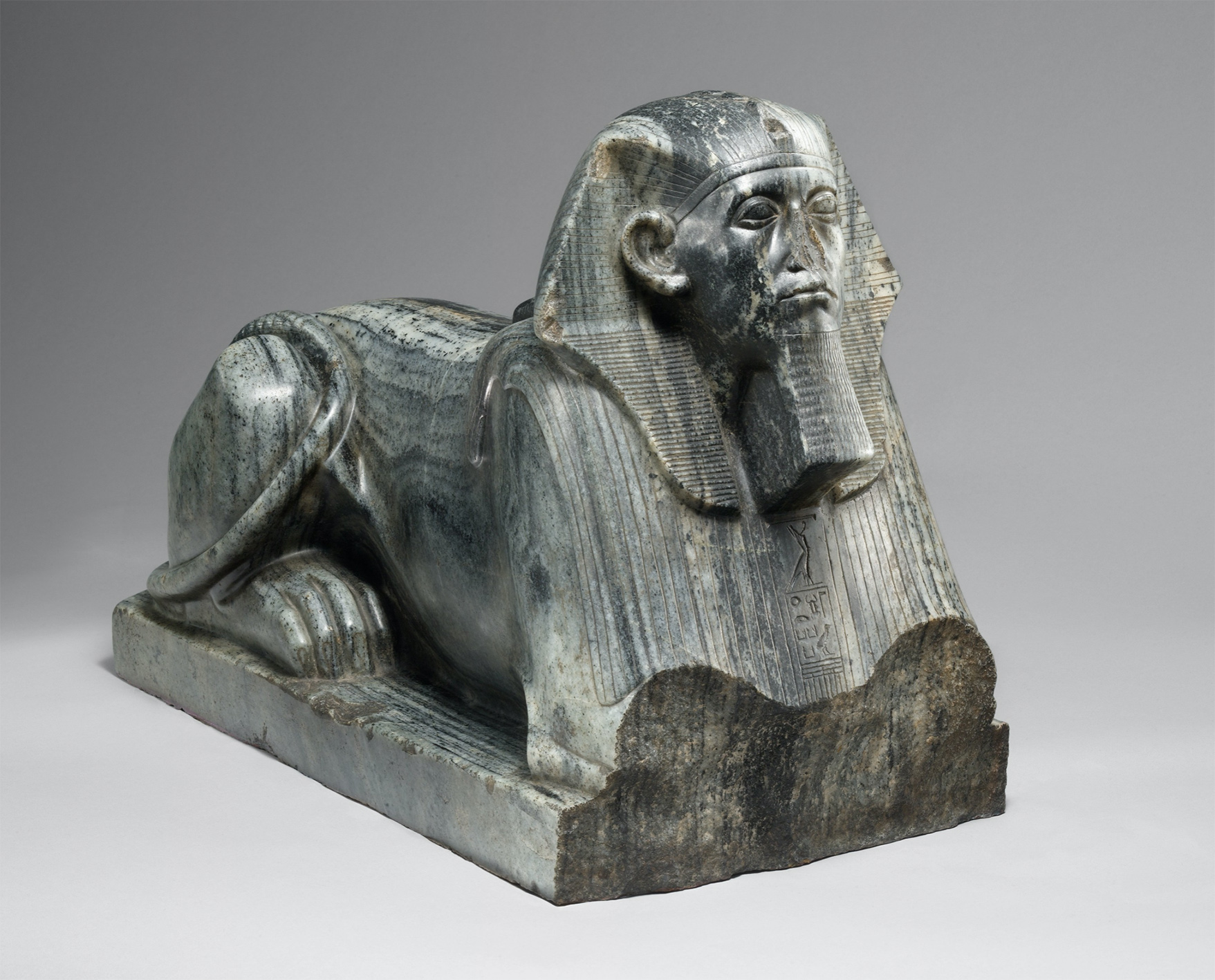
Statue de Sésostris III en sphynx. Gneiss, L. 73 cm. Karnak.
Metropolitan Museum of Art.

Une première guerre contre les Nubiens avait été menée par Sésostris Ier, qui avait conquis jusqu'à la zone de la deuxième cataracte. Cette région est alors occupée par un peuple nubien que nous appelons le Groupe C. De nouveaux préparatifs sont sans doute engagés par le père de Sésostris III, Sésostris II. Mais la première campagne de Sésostris III est bien une offensive planifiée, contre le royaume de Koush (ou Kerma), avec la reconstruction ou l'édification de forteresses. En effet, il en rajoute sept à celles qui ont été élevées par ses prédécesseurs. C'est le premier réseau d'architecture militaire défensive de grande ampleur au monde. 
Cette période de confrontations correspond au « Kerma Moyen » (2050-1750). Ce royaume de Kerma est identifié en Égypte en tant que royaume de Koush (ou pays de Kouch). Les Kouchites sont venus payer tribut à Amenemhat II, mais ceci n'a probablement guère duré. Ces Nubiens ne craignaient nullement les égyptiens ; sur une stèle conservée à Berlin, Sésostris prétend les mépriser, mais Kerma est alors une redoutable puissance politique et militaire, et les Nubiens des guerriers compétents et stratèges contre lesquels le pharaon devra consacrer pas moins de quatre campagnes militaires de grande ampleur pour en venir, provisoirement, à bout. Après de longs préparatifs, un canal est creusé à côté de la première cataracte — ce dont témoignent deux stèles commémoratives sur les rochers de l'île de Sehel — et la flotte de Sésostris III peut passer. L'armée descend jusqu'à Semna, bien au-delà de la deuxième cataracte, qui marquera la frontière par l'édification de sept forteresses, dont cinq sur des éperons rocheux avec des murs de brique crue allant jusqu'à six mètres d'épaisseur. Il mènera trois autres campagnes jusqu'à la fin de son règne. La forteresse de Semna ouest est la plus gigantesque. Le discours de Sésostris à ses troupes et à ses successeurs est une exhortation à défendre cette frontière, gravée sur les stèles jumelles de Semna et d'Ouronarti. Sur cette frontière, Sésostris III sera vénéré comme un dieu patron par les colons égyptiens pendant plus d'un millénaire.

### L'administrateur

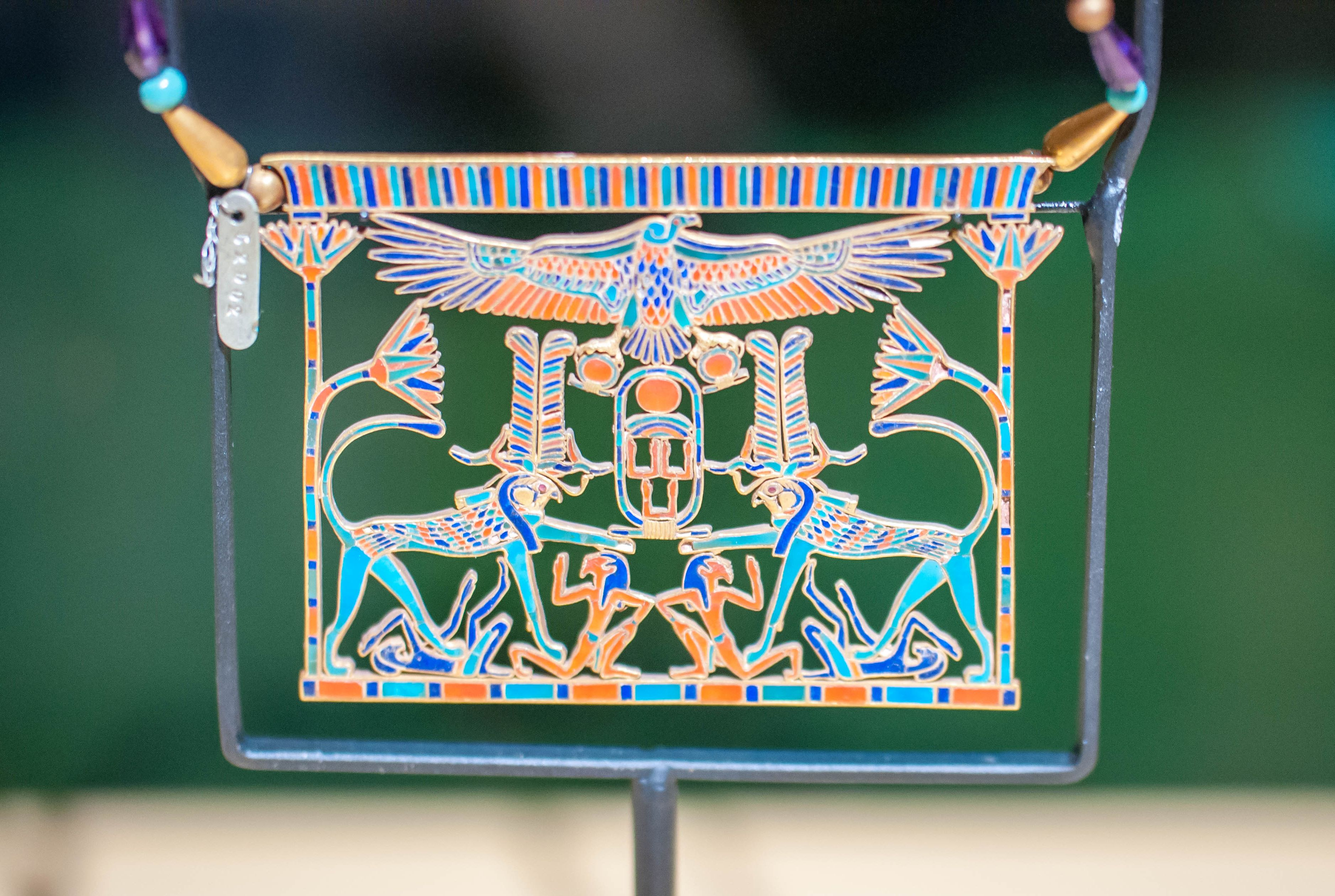
Pectoral de Sésostris III

Après cette annexion d'un territoire qui augmentait la surface de l'Égypte d'un tiers, le souverain prit en charge son organisation administrative, par le développement d'une « classe moyenne » de petits fonctionnaires. Ceux-ci sont placés dans les cités royales nouvellement créées.
Les grandes familles de nomarques, gouverneurs provinciaux, s'étaient auparavant rangées aux côtés du pouvoir royal. Leur disparition n'est pas le résultat d'une purge. La gestion du territoire, en Haute et en Moyenne-Égypte, est de moins en moins confiée aux traditionnels nomarques, chefs locaux d'un « nome », remplacés par des gouverneurs installés dans les villes. L'ancien découpage administratif, qui justifiait la fonction de ces potentats, était devenu progressivement obsolète. Il fut remplacé par un découpage plus fin, centré sur la ville et son territoire, avec de nouveaux représentants de l'administration. Mais vers -1800, avec le fils de Sésostris III, Amenemhat III, les villes importantes de Haute-Égypte comme Edfou et El Kab sont toujours aux mains des grandes familles. D'autre part, avec les campagnes guerrières contre la Nubie, le roi a pris possession d'un vaste territoire, entre les deux cataractes. Le nouveau district du Sud, quant à lui, est géré directement par les services du vizir, lequel gère le « domaine royal », et ce sont les mêmes services qui supervisent les militaires installés sur la frontière de Nubie. La gestion des provinces aura dû être différente selon les lieux et les circonstances.
Par ailleurs, Sésostris III favorisa le développement de la province du Fayoum, avec la capitale d'alors à Ititaouy (Licht). Il poursuivit aussi la construction de la ville d'El-Lahoun, au plan soigneusement planifié, qui deviendra une capitale. Cette œuvre sera achevée par son fils Amenemhat III.

### Rayonnement
Cette période présente aussi une intensification des relations avec le Liban. En témoignent les tombes de la nécropole royale de Byblos, qui sont des tombes de princes de Byblos, mais enterrés à l'égyptienne. On voit ainsi que l'influence de la culture du temps de Sésostris III est importante, du point de vue de la joaillerie et des coutumes funéraires dans les pays du Proche-Orient, et ce jusqu'à Adana, en Anatolie, et même jusqu'à Chypre avec des vases chypriotes retrouvés, cette fois-ci, dans la capitale égyptienne.
Une hypothèse fait état d'une expédition lancée vers le pays de Pount, du côté de l'Érythrée ou de Djibouti, mais elle reste débattue. Les égyptiens allaient y chercher de l'encens. On a retrouvé des ports égyptiens de l'Antiquité sur la mer Rouge, dans la région d'Al-Qusair. Des stèles y indiquent qu'il fallait en partir pour atteindre Pount (mais pas seulement) ; le pays de Pount lui-même n'est toujours pas identifié.

### L'architecte et ses conceptions religieuses
Sésostris III se fait construire un complexe funéraire associé à une pyramide, à Dahchour, à vingt-cinq kilomètres au nord de Licht, résidence de la XIIe dynastie. Les archéologues y ont découvert d'importantes cachettes, recelant de nombreux bijoux et parures. Il semble pratiquement certain que le corps du souverain n'y ait jamais reposé.

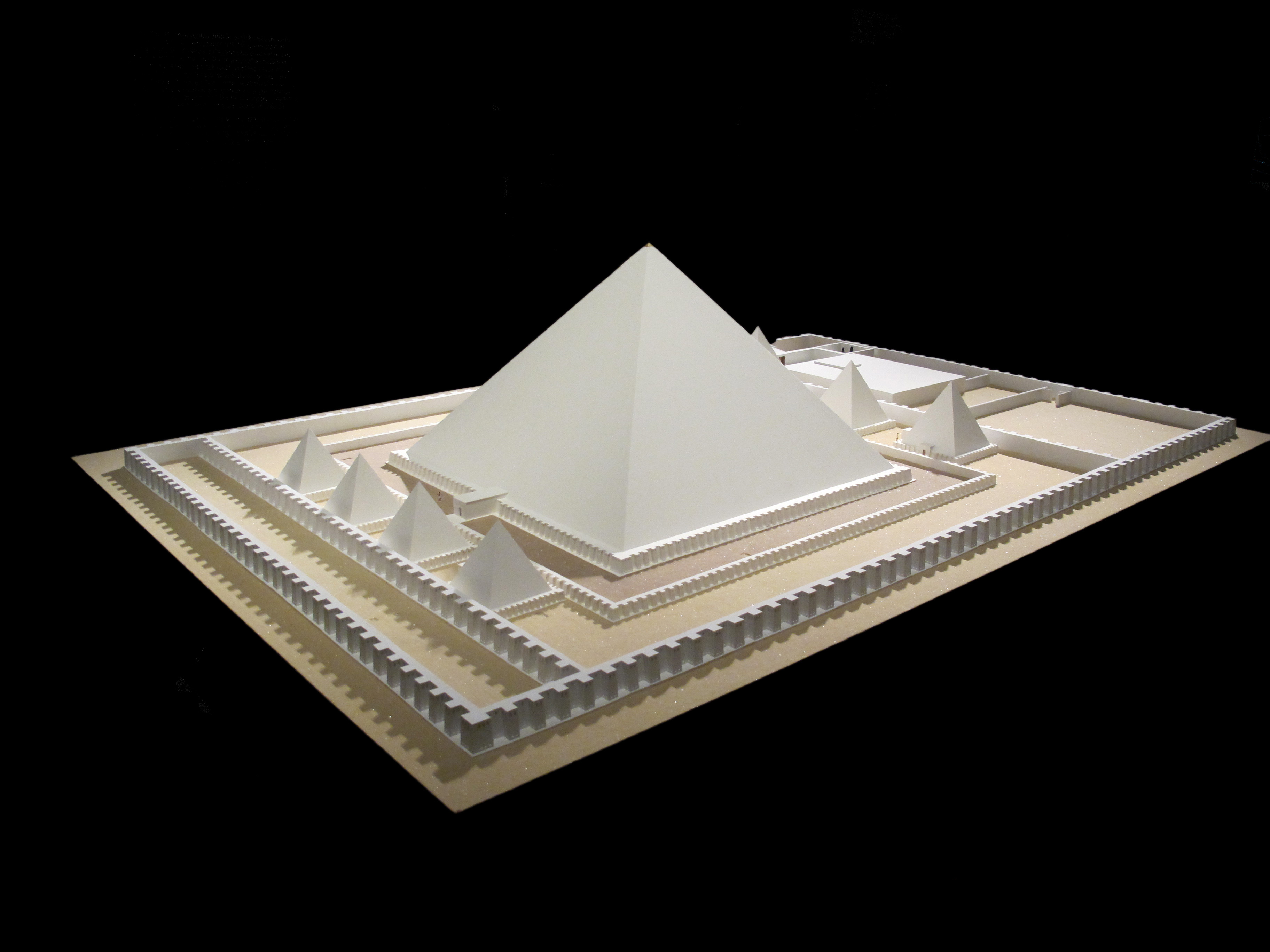
Maquette de l'ensemble funéraire de la pyramide de Sésostris III. Les petites pyramides sont celles des princesses.
Metropolitan Museum of Art.

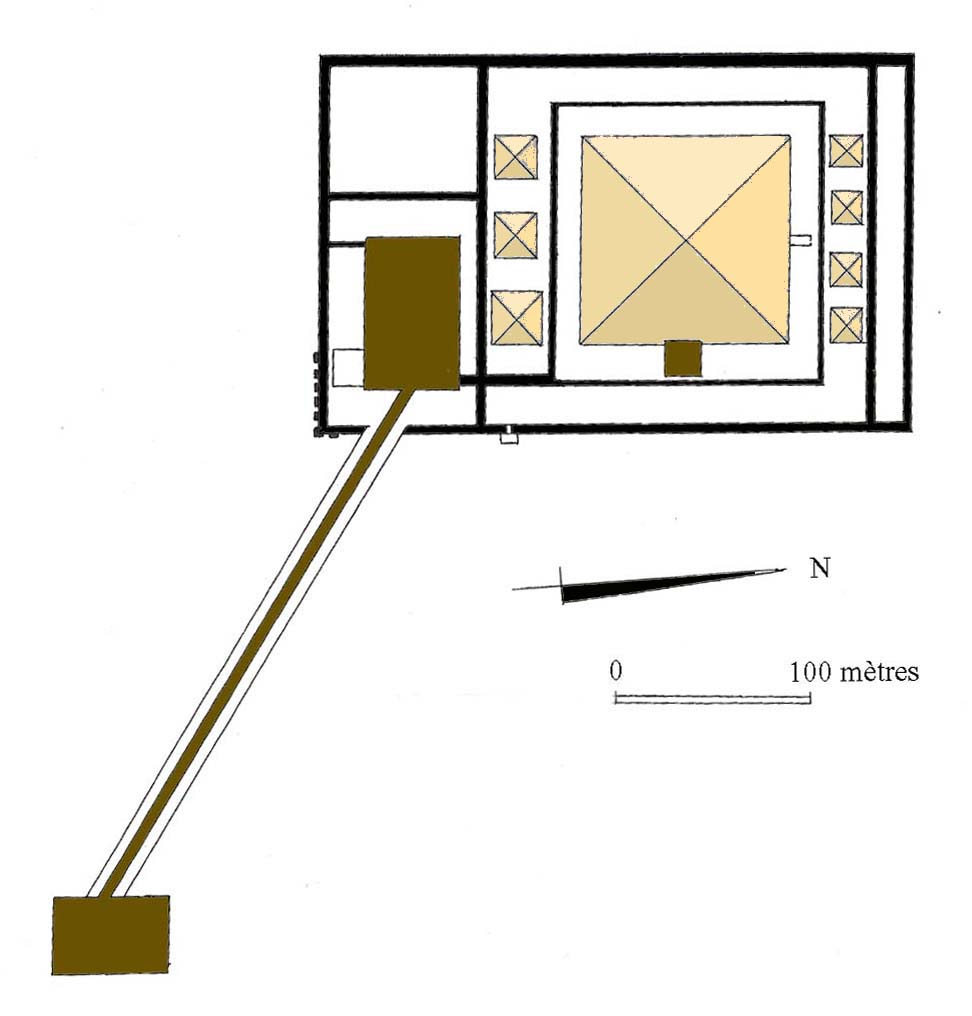
Plan du complexe funéraire. Dahchour.

En plus du complexe funéraire et de sa pyramide, Sésostris III fait construire un hypogée secret et un temple dédié à son culte à Abydos. Ce dernier pourrait être, selon l'égyptologue américain Josef William Wegner (en), le véritable lieu de sa sépulture. Cet hypogée a été creusé sous la « montagne d'Anubis », une montagne du Gebel (falaises du désert) qui présent approximativement la forme d'une pyramide. Ce tombeau gigantesque mesure presque deux-cents mètres de long et descend à quarante mètres sous la montagne, en énormes blocs de quartzite rouge, en calcaire fin blanc et en granit rouge. Le choix de ces roches évoque les différentes phases de la renaissance du pharaon. Ce cénotaphe est conçu pour permettre au pharaon de s'unir magiquement à Osiris et au dieu soleil Rê. Il procure ainsi au pharaon les moyens divins d'une existence éternelle. La tombe de Sésostris III est désormais la plus ancienne tombe royale cachée d'Égypte.
Les expéditions qu'il organise en direction des ressources minérales (améthystes, grauwacke, turquoise et cuivre dans le ouadi Hammamat ou le Sinaï) correspondent aux nécessaires constructions monumentales qui incombent à tout souverain. Les monuments funéraires qu'il s'était destinés sont de deux modèles : d'une part, un complexe funéraire associé à une pyramide d'un nouveau type, en briques, à Dahchour ; d'autre part, un vaste hypogée, creusé en dessous de la montagne qui borde le site d'Abydos. Ces deux ouvrages architecturaux semblent être le reflet de mutations idéologiques importantes en cours avec ce souverain. À Dahchour, il inaugure un dispositif qui sera repris dans un grand nombre de temples mémoriels, dont les plus célèbres sont ceux de Ramsès II (Ramesséum) et Ramsès III (Temple des millions d'années de Ramsès III) à Thèbes Ouest, qui cherchent à opérer la fusion entre culte royal et culte divin. Quant à Abydos, l'hypogée qu'il fait construire préfigure, dans son plan et peut-être dans sa conception religieuse, les réalisations ultérieures de la vallée des Rois.

## Galerie de portraits
Le Moyen Empire est connu du monde de l'art par une floraison culturelle qui a duré près de quatre cents ans. La sculpture sur pierre y atteint des sommets. Les portraits de Sésostris III prouvent que le renouvellement était constant dans cet art qui, de loin, semble immuable. Les portraits royaux du début du Moyen Empire, avec ceux de Montouhotep II, sont stylisés afin de manifester la nature transcendantale des rois, entre le peuple et les dieux, et renouaient avec la tradition figurative de la fin de l'Ancien Empire.
Avec Sésostris III, le portrait sculpté atteint un sommet de naturalisme apparent, mais rien ne dit qu'il s'agit des traits réels du roi. Il n'aurait eu que dix-neuf années de règne. La série des portraits de ce souverain, rassemblée en 2015-2016, semble pourtant montrer le travail du temps sur l'image du roi. Ces images ont probablement été exécutées suivant la volonté du pharaon lui-même et le choix du matériau n'a probablement pas été fait au hasard, en raison de la nature de l'objet commandé et de sa fonction. Selon Pierre Tallet, « il est clair que cette image est conforme à celle que le souverain souhaitait transmettre à ses contemporains et à ses successeurs : celle d'un homme s'épuisant à lutter pour le bien collectif et veillant à la prospérité de son peuple. » Ces portraits, avec l'expression du corps, véhiculent une image de force, voire d'intransigeance et d'expérience pour les images « âgées ». Dans le cas précis des portraits « jeune » et « âgé » côte à côte (le bas-relief du linteau de Médamoud, Louvre), cela pourrait signifier la force idéale du souverain, disposant des qualités de la jeunesse et de celles de la maturité. Mais en ce qui concerne le visage « jeune » des portraits-sculpture de Médamoud (Louvre), des indices le rapprochent des premiers rois de la XIIe dynastie, ce qui en ferait « un portrait artificiellement jeune, doté d'un visage non pas juvénile mais archaïsant qui le légitime en l'associant à ses prédécesseurs ». Les messages, différents, se voulaient clairs, comme l'idéologie qui les sous-tendait.

Portraits de Sésostris III
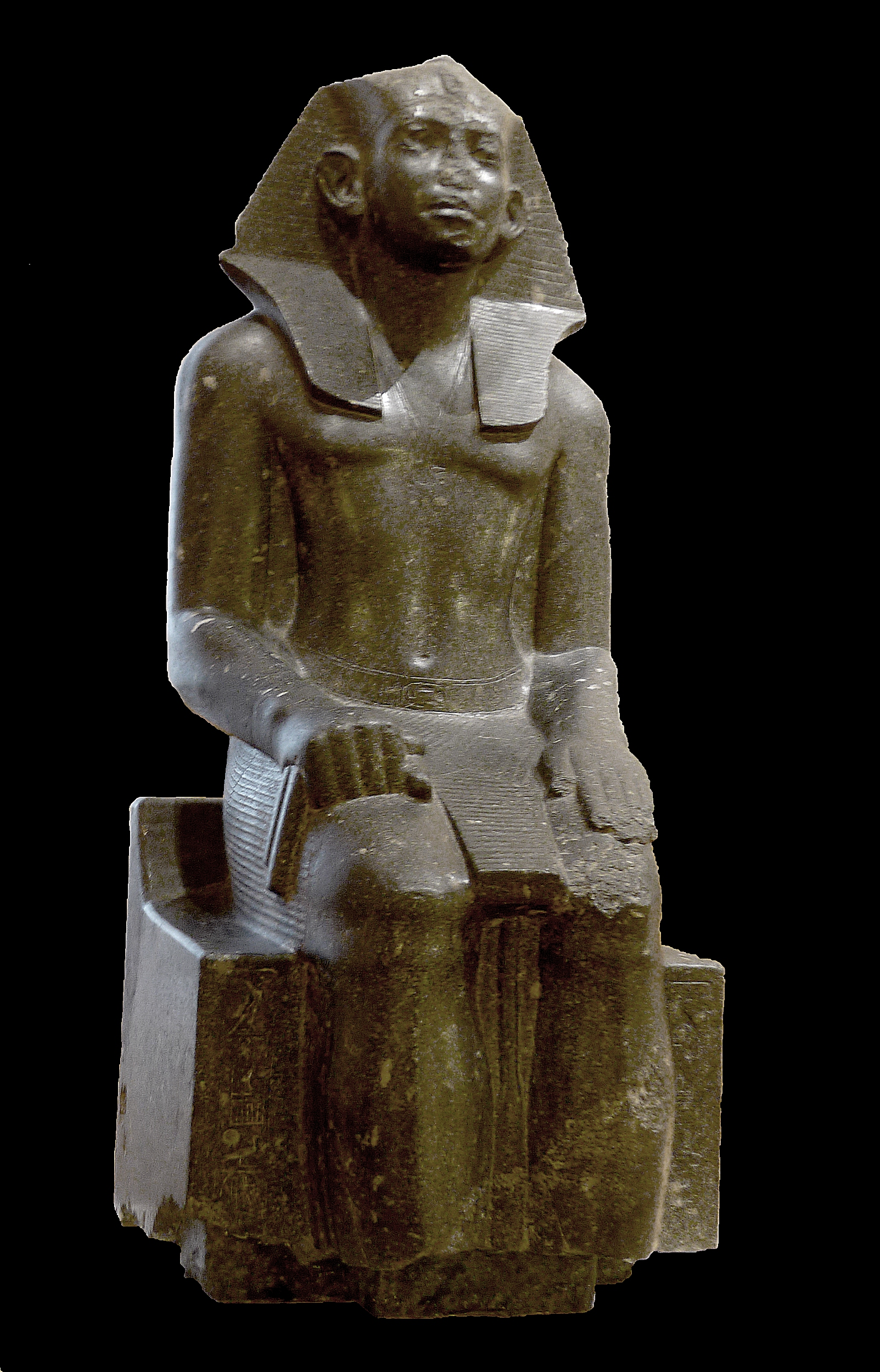
Le souverain « jeune ». Diorite, H. 1,10 m, Temple de Médamoud, Musée du Louvre.
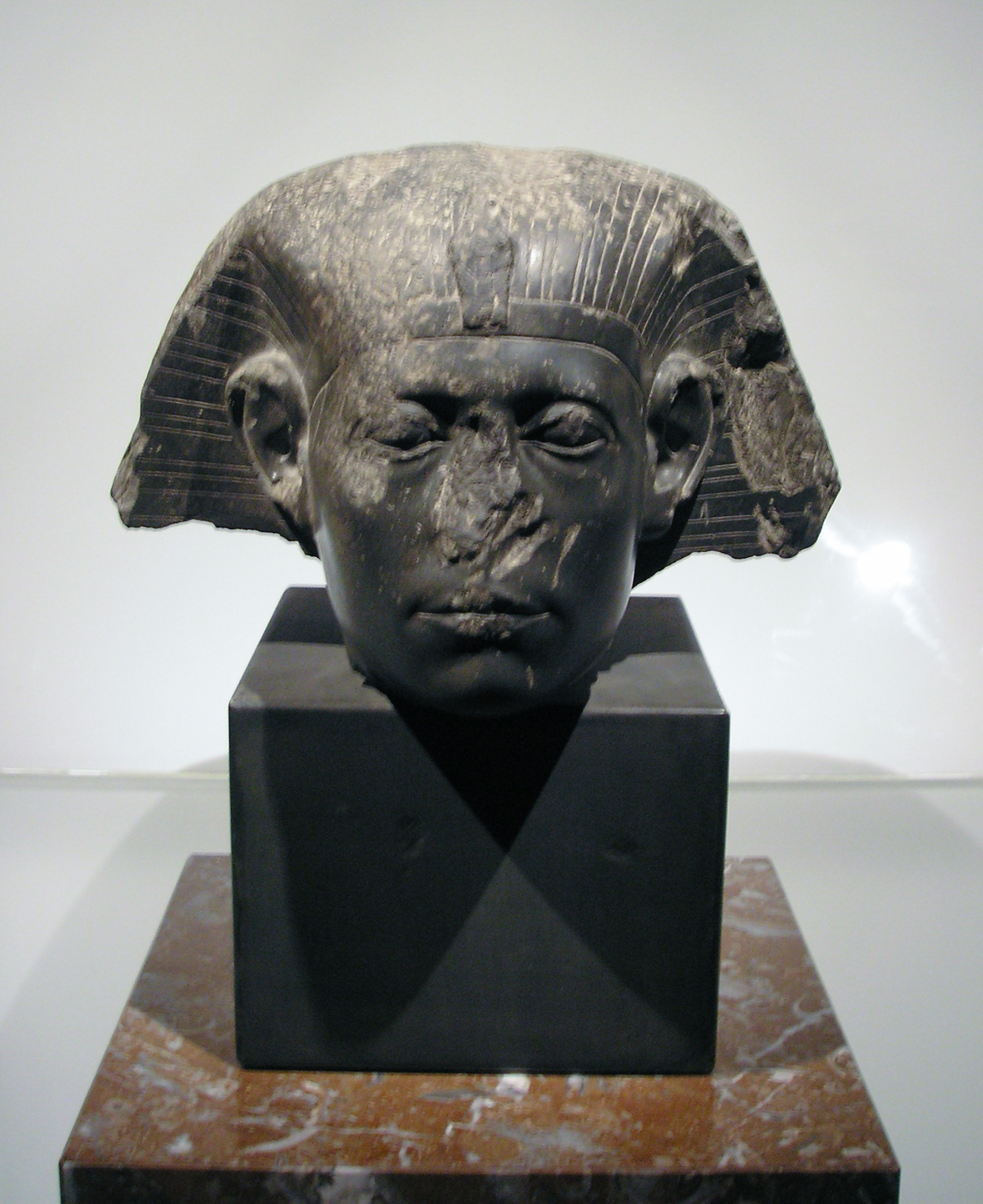
Le souverain « jeune ». Granodiorite, Kunsthistorisches Museum Vienna.
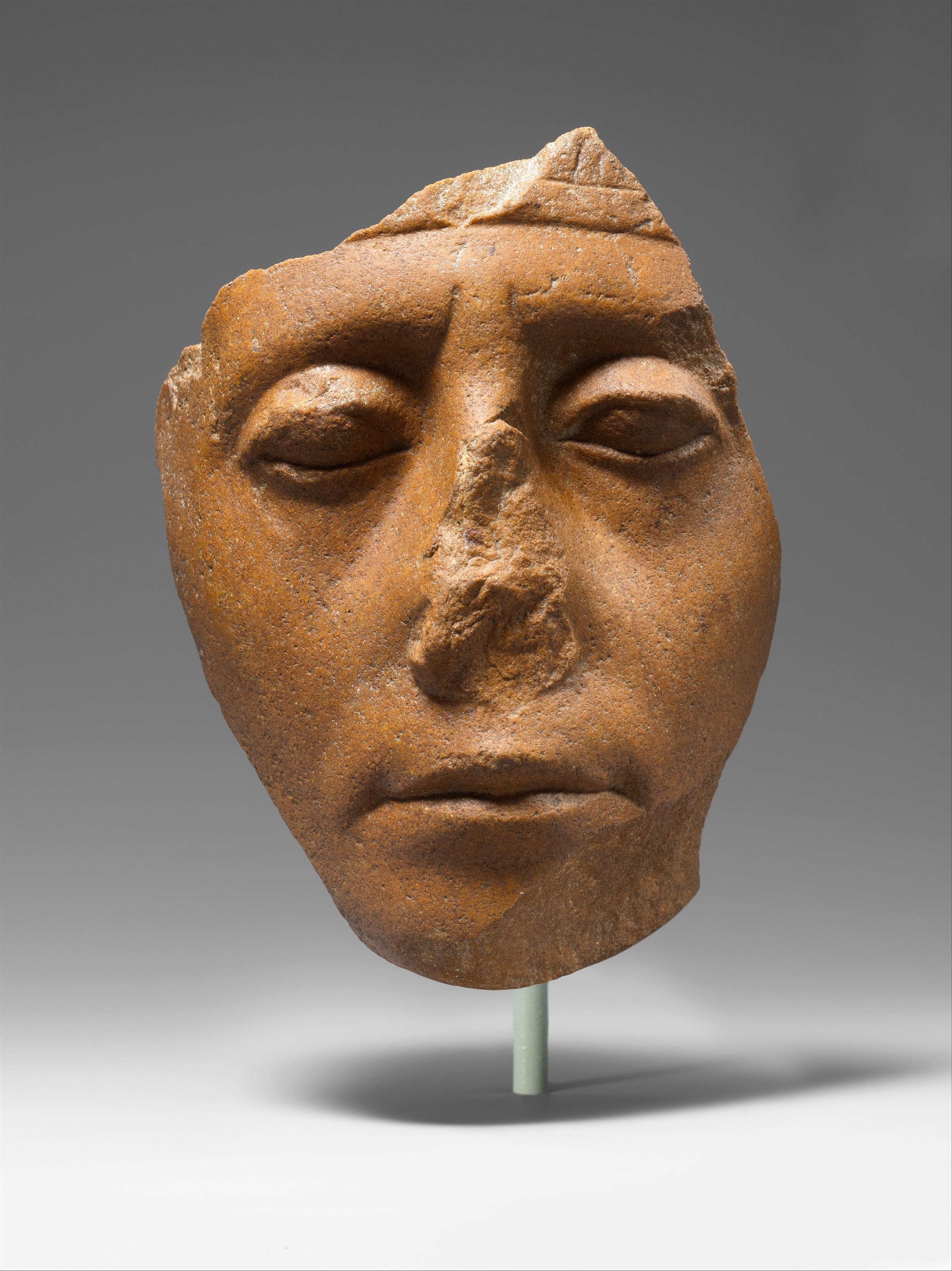
Le souverain. Quartzite, Metropolitan Museum of Art.
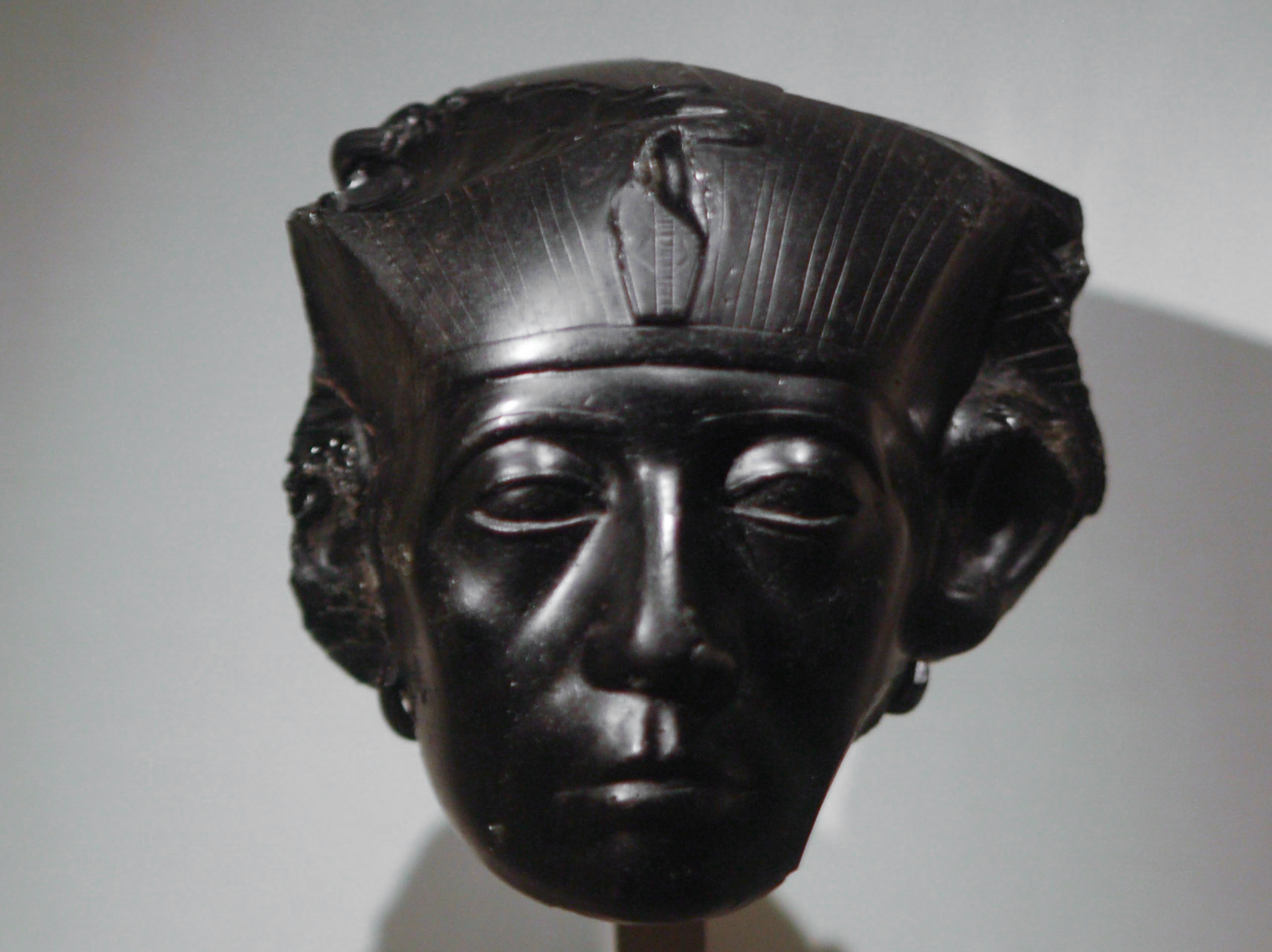
Le souverain. Obsidienne, H. 12 cm, Musée Calouste-Gulbenkian.
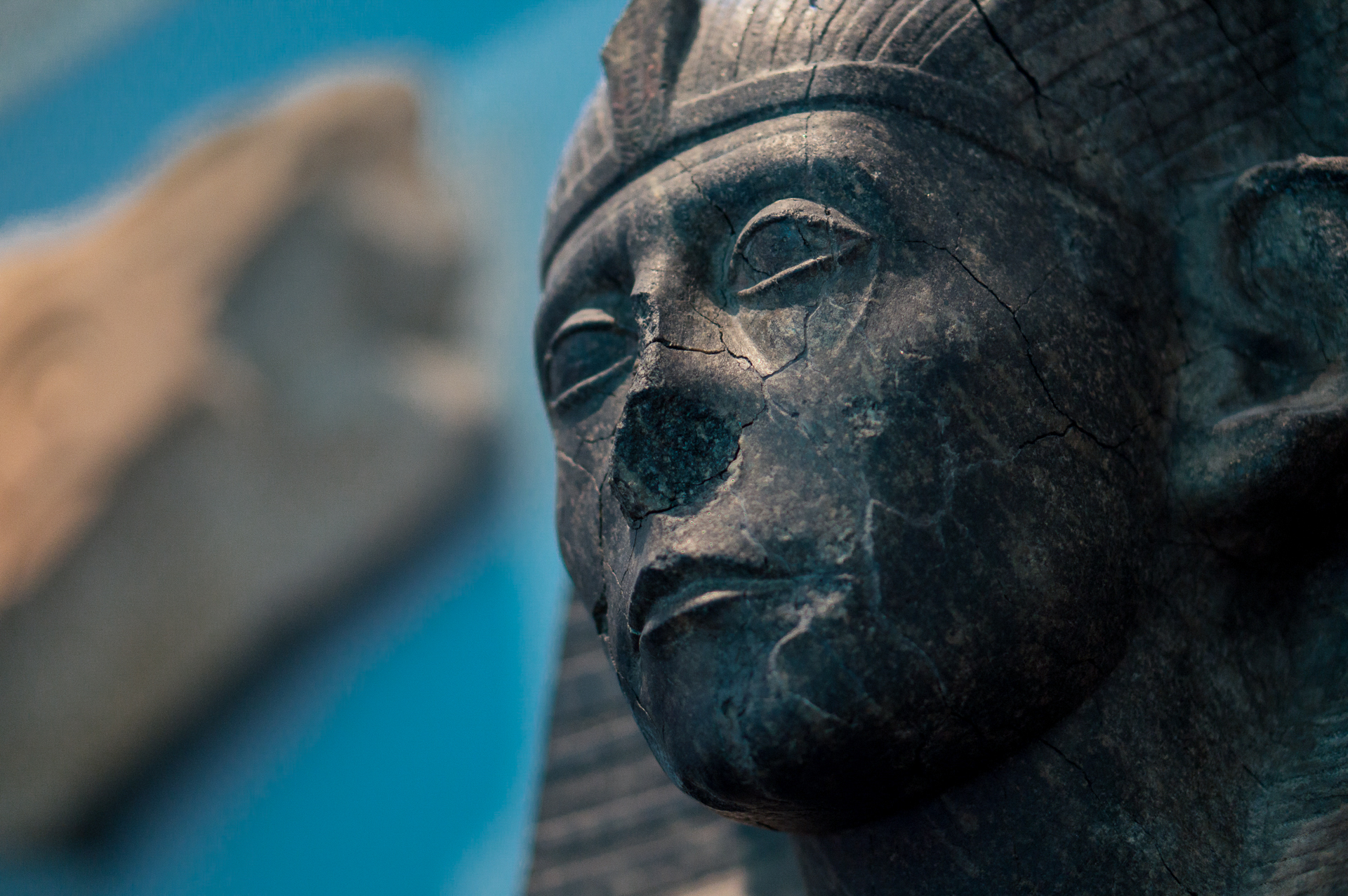
Le souverain. Granit noir, British Museum.
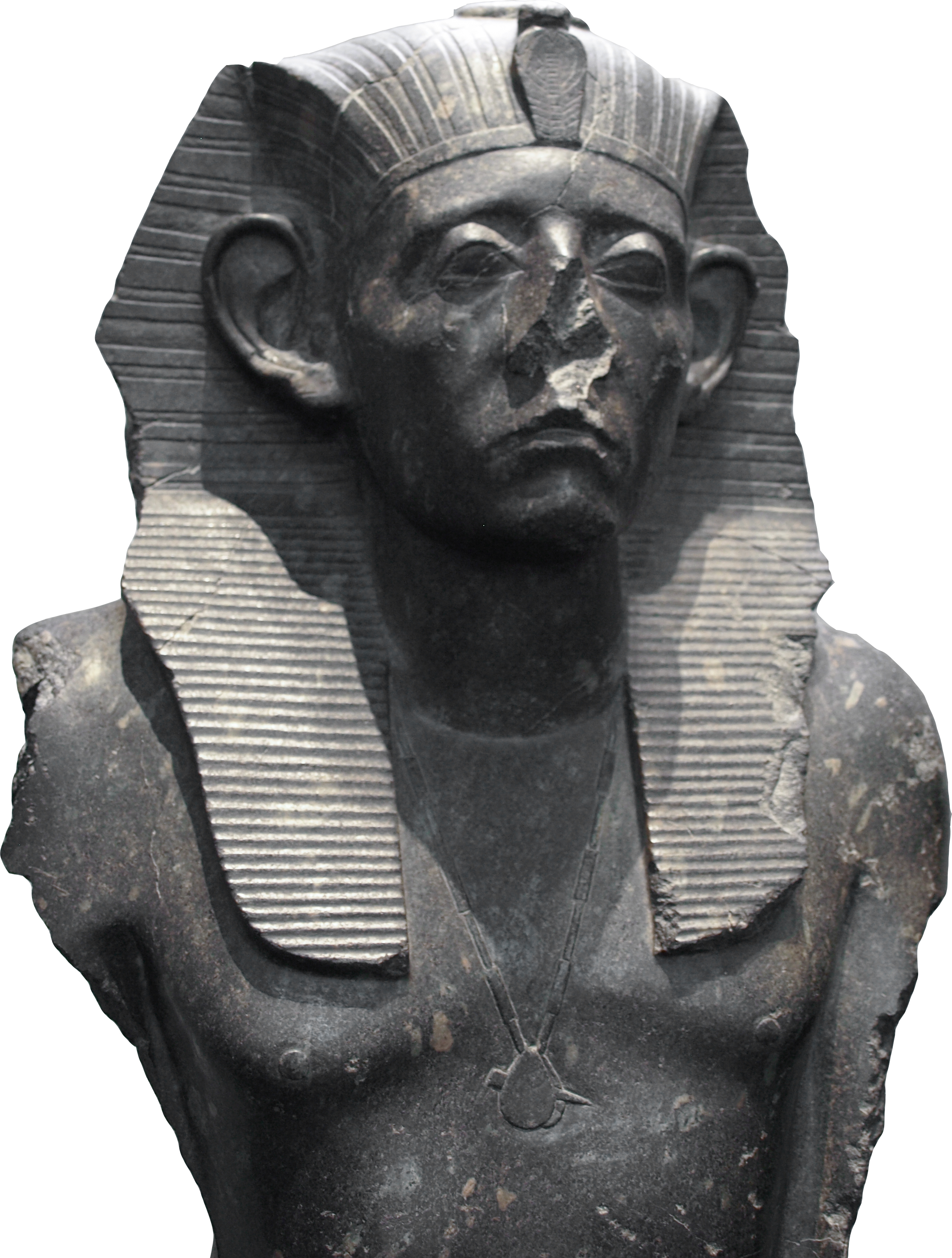
Le souverain « âgé ». Granit noir, British Museum.
Le souverain « âgé ». Gabbro, H. 79 cm, Temple de Médamoud, Musée du Louvre.

Le corpus de représentations de Sésostris III est relativement fourni et a suscité l'intérêt des spécialistes par ses particularités. Beaucoup de ces effigies sont d'une remarquable expressivité. Elles représentent, pour certaines d'entre elles, un souverain au visage vieilli, à la mine sévère et marquée, dégageant pour le spectateur moderne une sensation d'humanité qui tranche avec les représentations idéalisées de pharaons juvéniles et sereins sous l'Ancien et le Nouvel Empire. Comme il existe des représentations juvéniles de Sésostris III, on a d'abord pensé que ces images étaient réalistes et montraient le souverain âgé. L'interprétation qui prévaut aujourd'hui est que le naturalisme apparent véhicule une idéologie : loin d'exprimer la faiblesse, les commissures des lèvres tournées vers le bas traduisent la résolution du souverain qui se dresse face aux ennemis qui menacent le royaume. Les grandes oreilles tournées vers le spectateur, un trait remarquable que l'on retrouve chez d'autres souverains de la XIIe dynastie, participent d'un même message politique, celui d'un souverain à l'écoute.
Cette série de portraits du souverain marqué par l'exercice du pouvoir est restée sans lendemain. Le portrait type restera celui de rois et de reines jeunes, doucement souriants, pour la plupart.
Plusieurs de ces effigies montrent le souverain, debout ou assis, bras tendus le long du corps : c'est l'attitude de celui qui reçoit les prières et les offrandes.
On compte parmi ses effigies les plus connues :
- une « tête de Sésostris III » de provenance inconnue, quartzite, H. 45 cm ; L. 34,3 cm ; Pr 43,2 cm, Musée d'art Nelson-Atkins, Kansas City, Missouri ;
- un fragment de la tête d'une statue de Sésostris III, quartzite, Metropolitan Museum of Art ;
- Sésostris III « jeune » et le même, « vieux », au Musée du Louvre ;
- Sésostris III, les mains sur son pagne, provenant du complexe funéraire de Montouhotep II à Deir el-Bahari. Granodiorite ; H. 122 cm ; L. 58 cm ; ép. 50 cm, au British Museum à Londres.

### Influence sur la société

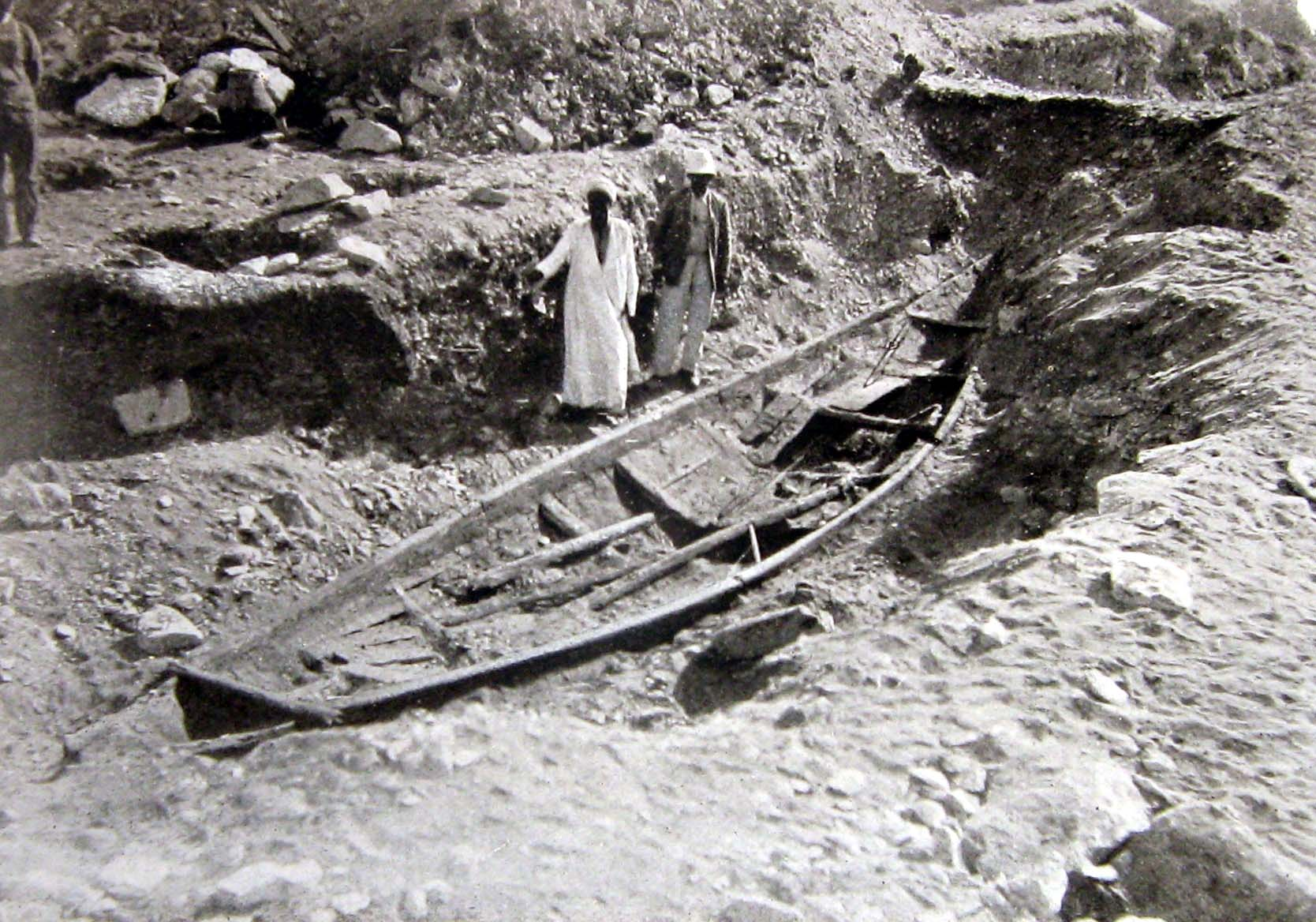
Barque solaire pour Sésostris III, un des bateaux d'Abydos.

Si les pratiques sociales et funéraires se transforment sous l'impulsion du souverain, il en est de même pour les dignitaires et les gens de rang inférieur. La statuaire pour les classes moyennes est parfois à l'imitation de celle des dignitaires ; on va, par exemple, « cuire » la stéatite pour lui donner une couleur et une résistance similaire à celle traditionnellement attribuée aux dignitaires.
Inversement, l'ancien usage du mastaba, plus ou moins réservé aux plus puissants, est remplacé par un simple puits, surmonté de petites chapelles en brique crue. La petite statuaire se généralise et permet d'afficher son statut.
Au cours des deux siècles suivants, on reviendra sans cesse aux modèles mis en place sous Sésostris III.